# Da cosa nasce cosa
Da cosa nasce cosa è un film per la televisione del 1997, diretto e sceneggiato da Andrea Manni.
Vincitore del premio miglior opera prima al 50º Festival del cinema di Salerno 1997, è andato in onda per la prima volta il 1º maggio 1998 su Italia 1.

## Trama
Pierfrancesco (Enzo Iacchetti) è un attore perennemente disoccupato che recandosi all'ennesimo provino si ritrova invece a dover fare da maggiordomo a cinque donne e due bambini che abitano in una lussuosa dimora . A seconda delle loro necessità, si improvvisa così confidente, consigliere, e quindi vittima delle loro nevrosi.